# Amadis Jamyn
Amadis Jamyn (1538-1592) foi um poeta francês, amigo de Ronsard.
Nascido em Chaource próximo de Troyes, é conhecido sobretudo pelos seus poemas de amor, tendo sido também um grande estudioso do grego (traduziu Homero).

## Obras principais
Oeuvre Poétiques:
- Dialogue
- Elégie
- Épitaphe
- Stances de l'impossible

Poemas de Jamyn em francês